# Rete di scuole
La rete di scuole è un particolare istituto giuridico introdotto dall'articolo 7 del D.P.R. 8 marzo 1999 n. 275 cui possono ricorrere le istituzioni scolastiche nell'ambito della propria autonomia e nell'espletamento delle loro funzioni educative istituzionali al fine di ampliare la loro offerta formativa.

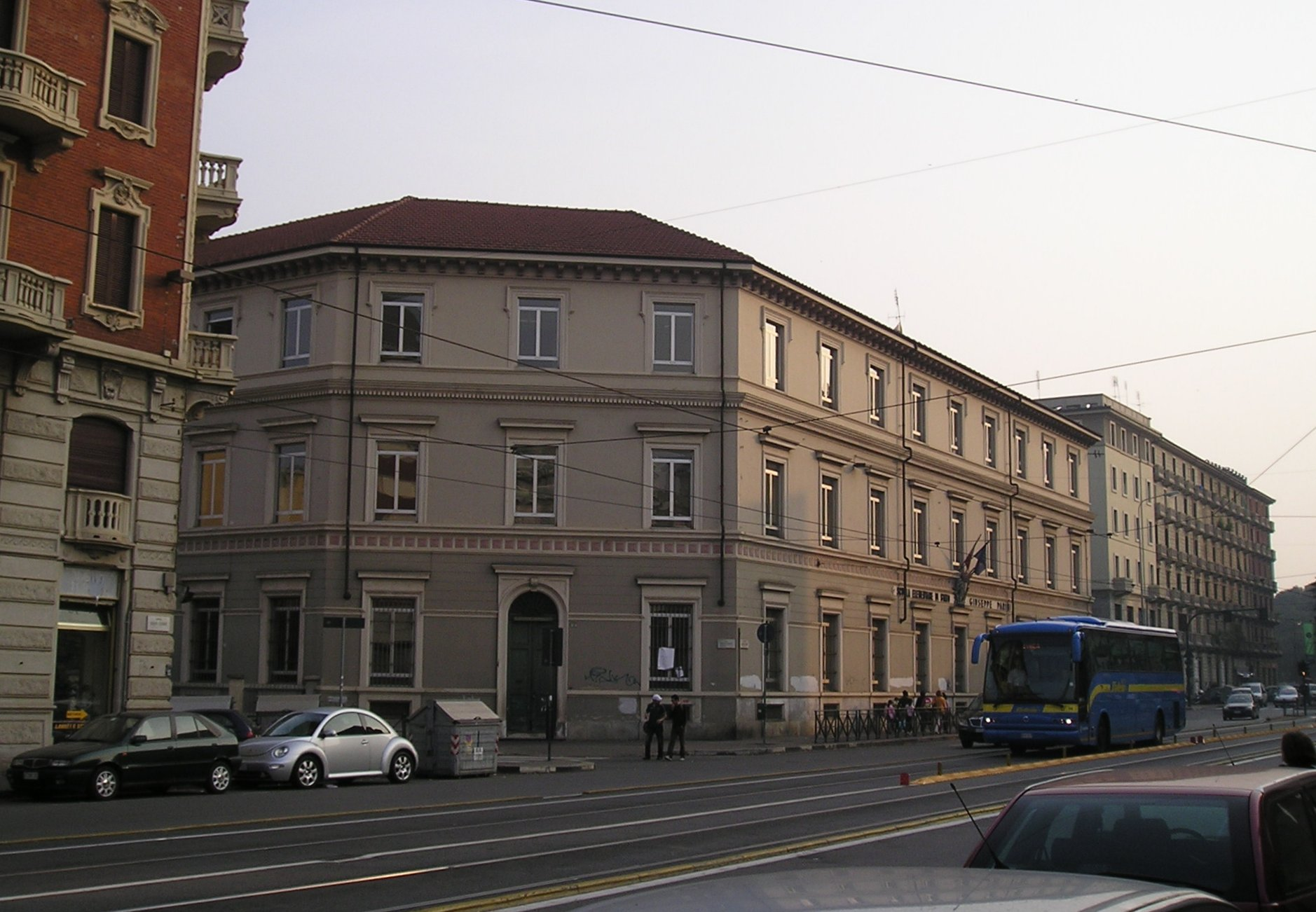
La scuola "Parini" di Torino

Le scuole possono promuovere accordi di rete o aderire ad eventuali accordi già costituiti.
La "rete" va costituita mediante specifico accordo che può intervenire tra due o più scuole; a tali reti possono partecipare anche privati, gli stessi privati che possono tra l'altro farsi promotori di fronte alle istituzioni scolastiche di tali iniziative.

## Requisiti dell'accordo
Il comma 2 dell'articolo 7 del D.P.R. 275/1999 stabilisce che «l'accordo può avere a oggetto attività didattiche, di ricerca, sperimentazione e sviluppo, di formazione e aggiornamento; di amministrazione e contabilità, ferma restando l'autonomia dei singoli bilanci; di acquisto di beni e servizi, di organizzazione e di altre attività coerenti con le finalità istituzionali».

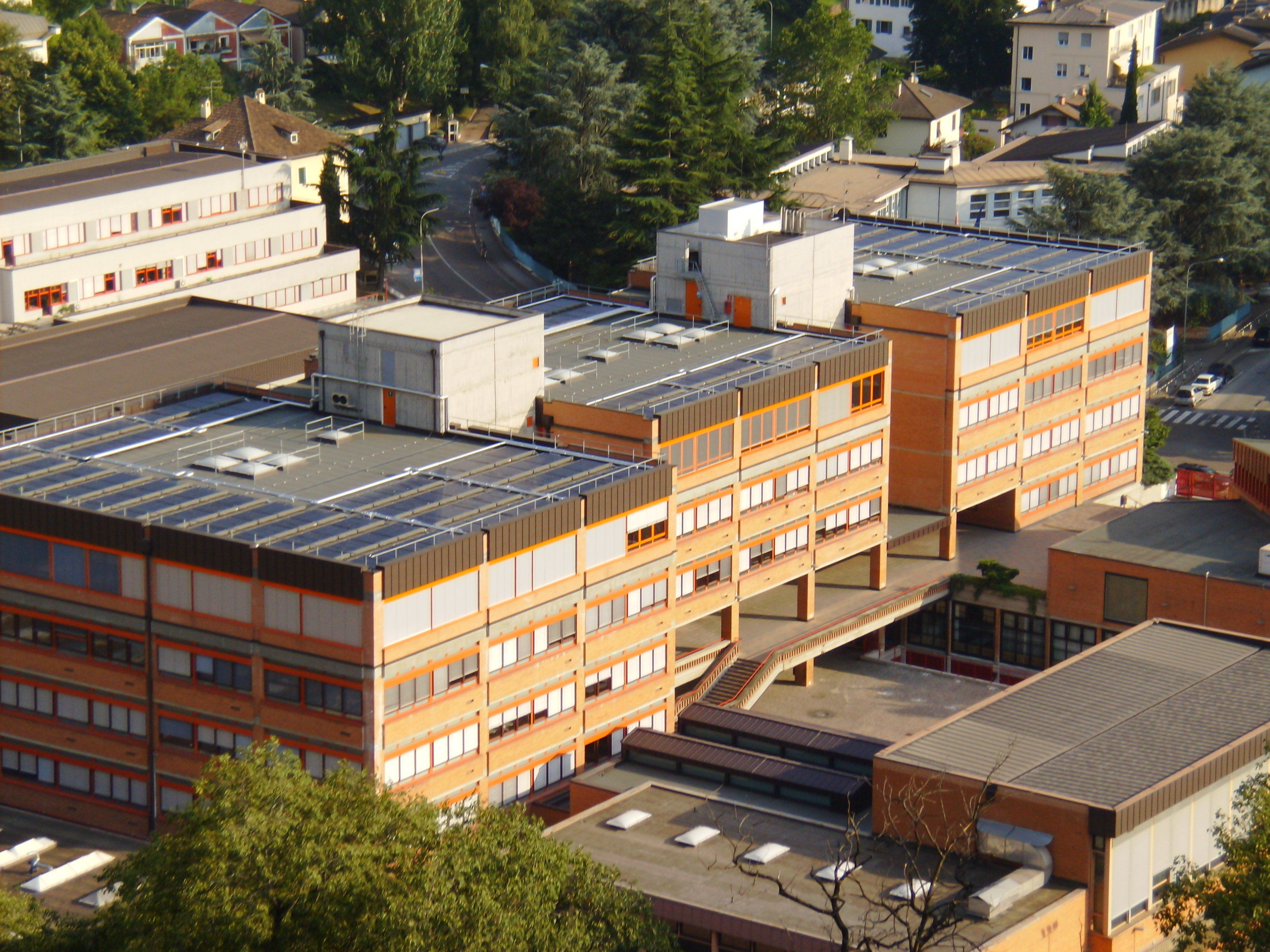
la Scuola Professionale "Luigi Einaudi" di Bolzano

Lo stesso comma sancisce più avanti che se l'accordo dovesse prevedere che siano esercitate attività didattiche o di ricerca, sperimentazione e sviluppo, di formazione e aggiornamento, deve essere approvato, oltre che dal consiglio di istituto o di circolo, anche dal collegio dei docenti delle singole scuole interessate per la parte di propria competenza
Il comma 3 stabilisce che l'accordo possa prevedere lo scambio temporaneo di docenti fra le istituzioni che partecipino alla rete, purché questi abbiano uno status giuridico omogeneo e che acconsentano liberamente.
Il comma 4 stabilisce che nell'accordo vadano individuati:
- un organo responsabile della gestione delle risorse e del raggiungimento delle finalità del progetto (generalmente è una delle scuole partecipanti al progetto detta "scuola capofila";
- la durata del progetto;
- le competenze e i poteri dell'organo responsabile della gestione;
- le risorse professionali e finanziarie messe a disposizione della rete dalle singole istituzioni;.

L'accordo deve essere depositato presso le segreterie delle scuole al fine di permettere agli interessati di prenderne visione ed estrarne copia.

## Contenuti eventuali dell'accordo

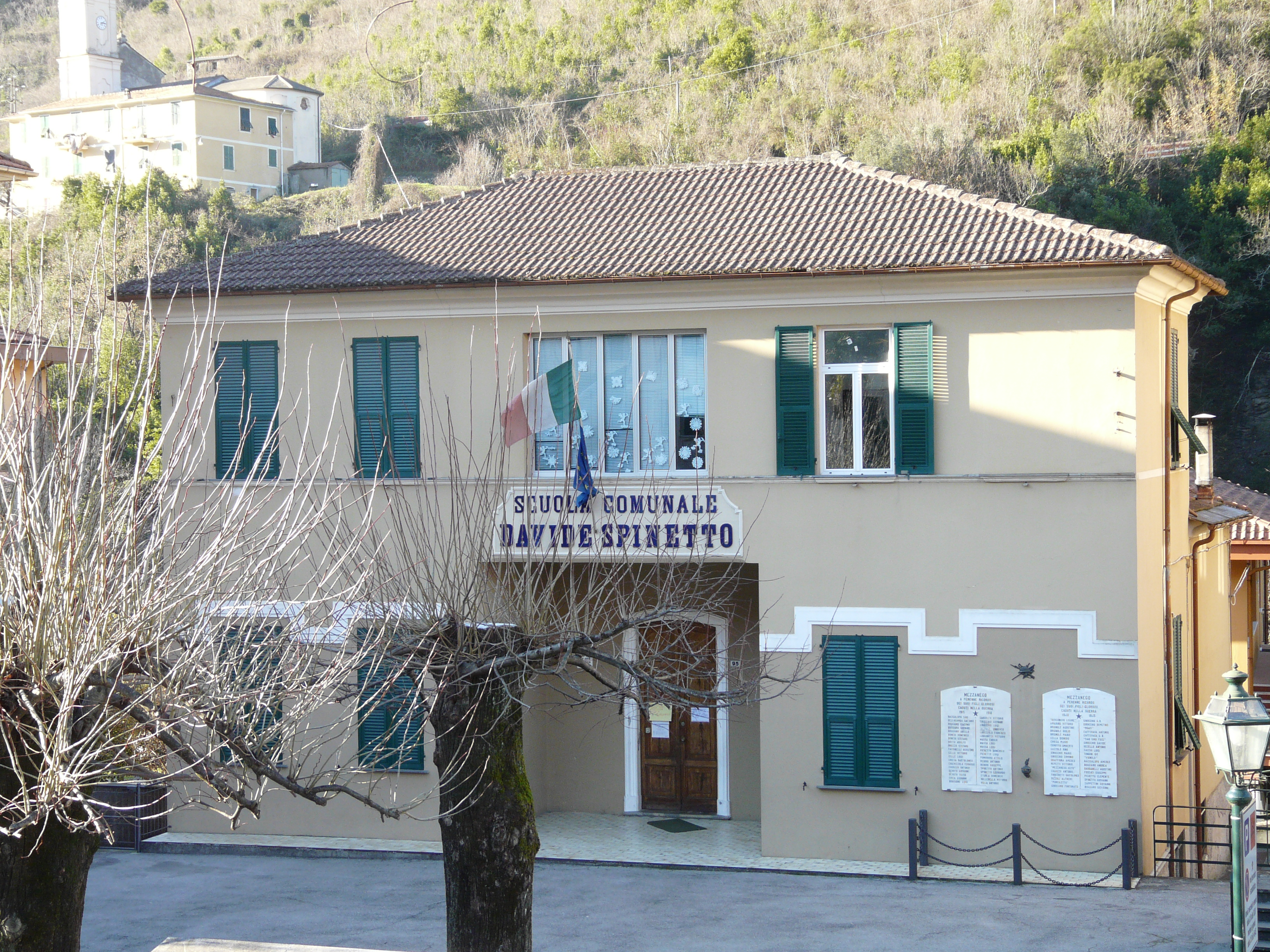
La scuola elementare di Mezzanego

Agli accordi possono aderire tutte le istituzioni scolastiche che intendano parteciparvi; gli accordi devono favorire la partecipazione alla rete delle scuole che presentano situazioni di difficoltà.
Il comma 6 stabilisce che nell'ambito delle reti di scuole, possono essere istituiti laboratori finalizzati a:
- a) ricerca didattica e sperimentazione;
- b) documentazione, secondo procedure definite a livello nazionale per la più ampia circolazione, anche attraverso rete telematica, di ricerche, esperienze, documenti e informazioni;
- c) formazione in servizio del personale scolastico;
- d) orientamento scolastico e professionale.

Il comma 7 prevede la possibilità per le reti di scuole di ridefinire i rispettivi organici in modo da consentire l'affidamento a personale dotato di specifiche competenze ed esperienze di compiti organizzativi e di raccordo inter-istituzionale e di gestione dei laboratori menzionati al comma 6.

## Ipotesi ulteriori
Il comma 8 prevede che le scuole, sia come singole che collegate in rete, possano stipulare convenzioni con Università (statali o private), o con istituzioni, enti, associazioni o agenzie operanti sul territorio che intendono dare il loro apporto alla realizzazione di obiettivi specifici.

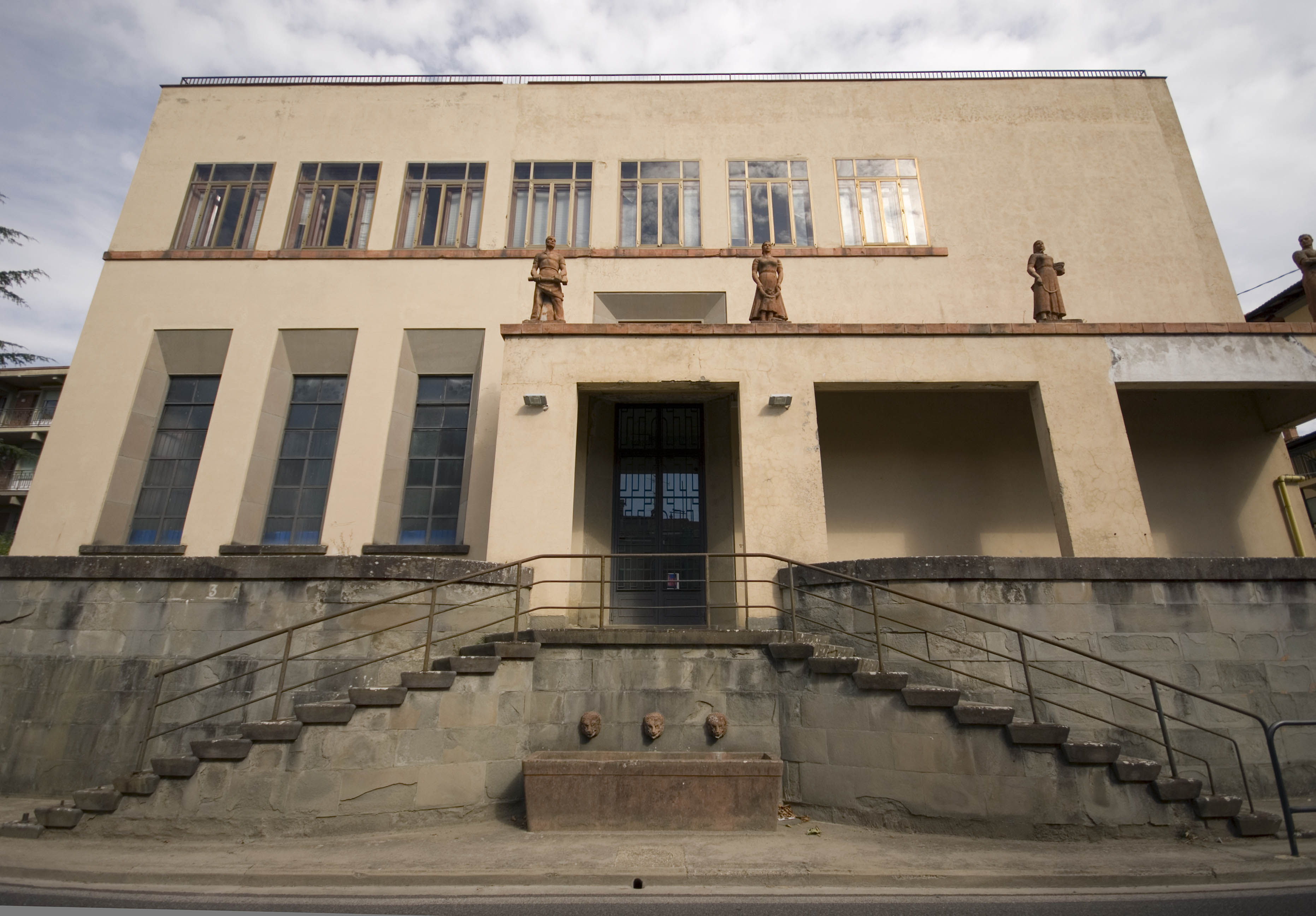
Una scuola elementare ad Impruneta (FI)

Il comma 9 amplia le possibilità offerte dai disposti precedenti specificando che le scuole non hanno obbligo di iniziativa e che gli accordi non trovano un requisito indispensabile di validità nel fatto di essere necessariamente predisposti da una scuola con l'adesione di almeno un'altra (come si sarebbe ben potuto interpretare), ma prevede che «anche al di fuori dell'ipotesi prevista dal comma 1, le istituzioni scolastiche possono promuovere e partecipare ad accordi e convenzioni per il coordinamento di attività di comune interesse che coinvolgono, su progetti determinati, più scuole, enti, associazioni del volontariato e del privato sociale».
Anche in questo caso è obbligatorio il deposito degli accordi nelle segreterie delle scuole partecipanti affinché gli interessati possano estrarne copia.
Il comma 10, nel ribadire l'apertura operata dalla legislazione, prevede che scuole possano costituire o aderire a consorzi pubblici e privati per assolvere compiti istituzionali coerenti con il Piano dell'offerta formativa e per l'acquisizione di servizi e beni che facilitino lo svolgimento dei compiti di carattere formativo.